# Solanum chalmersii
Solanum chalmersii är en potatisväxtart som beskrevs av Sandra Diane Knapp. Solanum chalmersii ingår i släktet skattor som ingår i familjen potatisväxter. Inga underarter finns listade i Catalogue of Life.